# Kecamatan Rote Tengah
Kecamatan Rote Tengah är ett distrikt i Indonesien.   Det ligger i provinsen Nusa Tenggara Timur, i den sydöstra delen av landet, 1 900 km öster om huvudstaden Jakarta. Kecamatan Rote Tengah ligger på ön Pulau Roti.